# Achilles Alferaki
Achilles Nikolayevich Alferaki (græsk: Αχιλλέας Αλφεράκης (Akhilléas Alferákis), russisk: Ахиллес Николаевич Алфераки (Akhilles Nikolajevitsj Alferaki); 3. juli 1846 - 27. december 1919) var en russisk operakomponist og statsmand af græsk oprindelse.